# Hendersonville (Tennessee)
Hendersonville es una ciudad ubicada en el condado de Sumner en el estado estadounidense de Tennessee. Forma parte del área metropolitana de la ciudad de Nashville.
En el censo de 2010 tenía una población de 51.372 habitantes y una densidad poblacional de 537,05 personas por km².

## Geografía
Según la Oficina del Censo de los Estados Unidos, Hendersonville tiene una superficie total de 95.66 km², de la cual 81.25 km² corresponden a tierra firme y (15.06%) 14.41 km² es agua.

## Demografía
Según el censo de 2010, había 51.372 personas residiendo en Hendersonville. La densidad de población era de 537,05 hab./km². De los 51.372 habitantes, Hendersonville estaba compuesto por el 88.64% blancos, el 6.28% eran afroamericanos, el 0.33% eran amerindios, el 1.58% eran asiáticos, el 0.07% eran isleños del Pacífico, el 1.21% eran de otras razas y el 1.89% pertenecían a dos o más razas. Del total de la población el 0% eran hispanos o latinos de cualquier raza.
El baloncestista John Jenkins, el piloto de automovilismo Josef Newgarden y el luchador profesional Tommy Rich son oriundos de Hendersonville.